# Fonda Marina
La Fonda Marina és una obra eclèctica de Cadaqués (Alt Empordà) inclosa a l'Inventari del Patrimoni Arquitectònic de Catalunya.

## Descripció
Situada dins del nucli antic de la població, davant de la plaça Frederic Rahola o de ses Herbes i de la platja Gran.
Edifici entre mitgeres de planta rectangular, disposat formant cantonada amb la plaça i la riera de Sant Vicenç. Consta de planta baixa i dos pisos d'alçada. La façana de mar presenta a la planta baixa un local comercial. Al primer pis hi ha tres finestrals rectangulars amb sortida a un balcó corregut amb llosana motllurada i barana de ferro treballat, sostingut per mènsules decorades. A la segona planta hi ha dos balcons exempts de les mateixes característiques, situats a banda i banda, i al mig, una finestra amb barana a mode de balustrada. El coronament presenta un frontó esglaonat al centre i balustrades laterals. La façana encarada a la riera té les obertures ordenades a partir de quatre eixos verticals, totes rectangulars i amb dos balcons centrals situats al primer pis. La façana està rematada amb la mateixa balustrada.
La resta del parament de l'edifici es troba arrebossat i pintat de color blanc.